# Sveti Stefan, Črna gora
Koordinati:   42°15′20″N, 18°53′26″E
Sveti Stefan, popis 2003.; skupaj: 411
Sveti Stefan (izvirno črnogorsko Свети Стефан, slovensko tudi Sveti Štefan) je polotok in turistično naselje v Črni gori, ki upravno spada pod občino Budva. Je najpomembnejše črnogorsko letovišče in eno najbolj luksuznih letovišč na Jadranskem morju.

## Zemljepisni položaj
Sveti Stefan je hotelsko naselje na skalnem otočku 9 km jugozahodno od Budve, v katerem prebiva 411 stalnih prebivalcev (popis 2003) in je najpomembnejše turistično središče Črne gore. S kopnim je povezan z ozkim jezikom (nasipom) peska, ki ga je naplavilo valovanje morja. Nasip je bil kasneje utrjen z zidom. Otoček meri 12.400 m² in je lociran med vasi Pržno in Sveti Stefan.
Sveti Stefan se po splošnem mnenju uvršča med najbolj znamenite hotelske objekte na svetu. To nekdanje ribiško naselje, ki je nastalo sredi 15. stoletja, je do danes  ohranilo svoj nekdanji videz. Stare ribiške hiše, ki s svojo zunanjo arhitekturno podobo spominjajo na srednji vek, so znotraj preurejene v moderne luksuzne apartmaje, hotelske sobe, trgovine, restavracije in kavarne. V okolici, na kopnem, tega edinstvenega turističnega objekta so v senci bujne vegetacije izredno lepe peščene plaže.
Sveti Stefan ima izrazito sredozemsko podnebje z blagimi zimami in toplimi poletji. Srednja januarska temperatura je 8,9 °C, julijska pa 26,2 °C. Povprečna letna količina padavin je okoli 1500 mm.

## Zgodovina
Naselje na otočku je bilo po zgodovinskih virih ustanovljeno sredi 15. stoletja, leta 1442, ko so se tu naselili prvi prebivalci in je bila zgrajena trdnjava. Trdnjava je služila kot zaščita prebivalstva pred napadi Turkov in gusarjev.  Ustanovitelji so bili pripadniki plemena Paštrovići, ki so na otok pribežali, kadar je na kopnem pretila nevarnost. Po legendi, je naselje nastalo po turškem obleganju Kotorja, ko so se Paštrovići odločili, da masovno z okoli 1000 ljudmi priskočijo na pomoč obleganemu mestu. Pri tem so skupaj z meščani premagali Turke. Po povratku iz bitke, so v bližini plaže Jaz, nedaleč od starega mesta Budva našli ostanke turške galije. Izvedli so ponoven napad in si pridobili bogat plen. Iz tega plena  je bila postavljena trdnjava, skupaj s hišo za vsako od dvanajstih plemen Paštrovićev. To naseljeno trdnjavo so poimenovali Sveti Stefan, po imenu cerkve Svetega Stefana. Cerkev je bila posvečena arhdiakonu  Stefanu Prvomučeniku in je bila zgrajena v času Nemanjićev. 
Na terasi nad vhodnimi vrati je desetletja delovalo Paštrovsko sodišče, ki je delilo pravico in odločalo o sporih. Sodišče je delovalo od leta 1266 in kralja Stefana Nemanje II (Stefana Prvovenčani), ki je tudi odobril delovanje sodišča. Najstarejša listina, v kateri se omenja to sodišče je iz leta 1431, ko so Paštrovići že prostovoljno vstopili v sestav Beneške republike (4. aprila 1423 in svečano potrjeno v Benetkah leta 1424), da bi se na ta način lažje ubranili pred Turki.
Prva zgradba na otočku, ki je bila postavljena, je bila cerkvica Sv. Stefana v 15. stoletju. Cerkvica se nahaja na najvišji točki otočka. Druga cerkvica je cerkvica Aleksandra Nevskega, tretja cerkvica Preobraženja, pa je bila zgrajena 1693 in se nahaja ob samem vhodu v mestece. V času povojne Jugoslavije je bila ena izmed cerkvic preurejena v casino.
Zaradi svojega položaja je Sveti Stefan bil trgovsko in prometno središče Paštrovićev. Imel je izredno velik strateško trgovski pomen v času Beneške republike in izredno živahno trgovino z Benetkami. Mestece je začelo izgubljati svoj pomen konec 19.stoletja, ko se je prebivalstvo, večinoma ribiči, začelo izseljevati. 
Sčasoma se je na otočku formiralo središče avtonomne občine Paštrovići. Od začetka 16. stoletja, ko je bilo postavljeno večje število hiš, se je pričelo naselje utrjevati z obrambnim zidom. V naslednjih stoletjih so pričeli prebivalci postopoma zapuščati naselje na otočku. Zadnji prebivalci so ga zapustili leta 1952. Tedaj so se pričela tudi dela na adaptaciji zgradb. Otvoritev »mesta-hotela«, v kar se je  Sveti Stefan preimenoval je bila leta 1960.
Med leti 1934 in 1936 je bila zgrajena vila Miločer, ki je služila kot letna rezidenca kraljice Marije Karadžordžević (1900-1961).

## Turizem
Na Svetem Stefanu vsako leto organizirajo turistično manifestacijo "Fešta od ruštula", s katero želijo obdržati tradicijo Paštrovićev in promovirati turistično dejavnost Svetega Stefana.
Leta 2006 je ameriška Akademija gostinskih znanosti "Villi Montenegro", ki leži ob samem prehodu do kopnega podelila prestižno priznanje "Five Stars Diamond".

## Demografija
| 1948 | 1953 | 1961 | 1971 | 1981 | 1991 | 2003 |     |     |
| 42   | 60   | 0    | 0    | 0    | 421  | 420  | 416 | 411 |

Narodnostna sestava prebivalstva po popisu iz leta 2003 je bila naslednja:
- Srbi      256 (62,28%)
- Črnogorci 109 (26,52%)
- Muslimani       7  (1,70%)
- Hrvati      6  (1,45%)
- Madžari     2  (0,48%)
- Albanci     2  (0,48%)
- Rusi        1  (0,24%)
- Makedonci   1  (0,24%)
- Jugoslovani 1  (0,24%)
- Neznano         3  (0,72%)

## Zanimivosti
Otoček, mesto hotel so obiskale številne znane osebe tako iz področja zabave, kulture, športa, politike. Med drugimi so tukaj bivali tudi španska revolucionarka Dolores Ibarruri, sovjetski maršali Semjon Timošenko, Andrej Grečko, Ivan Jakubovski, grški skladatelj Mikis Theodorakis, pisatelja Alberto Moravia in Andre Maraux, vesoljec Jurij Gagarin, filmske zvezde  Sophia Loren, Monica Vitti, Marina Vlady, Kirk Douglas, Sergej Bondarčuk, Sylvester Stallone, Orson Welles, italijanski filmski producent Carlo Ponti.
Na otoku je bil leta 1992 odigran šahovski dvoboj med Borisom Spaskim in Robertom Fischerjem. A FIDE Congress was held in 1974 during the Nice Olympiad. The delegates voted in favor of Fischer's 10-win proposal, but rejected the 9–9 clause as well as the possibility of an unlimited match. Proti slednjemu je bila zaradi udeležbe v dvoboju razpisana mednarodna tiralica, ker naj bi s tem kršil sankcije uvedene proti tedanji Zvezni republiki Jugoslaviji.
13. julija 2010 na Dan državnosti je italijanski tenorist Andrea Bocelli imel velik gala koncert na otoku, leta 2014 pa se je tukaj poročil srbski teniški igralec Novak Djoković.